# Ситнеши-Мали
Ситнеши-Мали (серб. Ситнеши Мали) — населенный пункт (деревня) в общине Србац, который принадлежит энтитету Республике Сербской, Босния и Герцеговина. По результатам югославской переписи населения 1991 года в Ситнеше Мали проживало 490 человек. Деревня расположена на севере общины Србац, у реки Савы на границе с Хорватией.

## История
На местном футбольном поле 7 июня 1992 года была создана Србацкая бригада армии боснийских сербов. Задачей бригады было защищать границу общины Србац (42 километра) с Хорватией по реке Сава.

## Население
Население на 1993 год дано по оценке численности, данной властями Республики Сербской. Преобладают сербы.
| 1948                           | 1953 | 1961 | 1971 | 1981 | 1991 | 1993 |
| ------------------------------ | ---- | ---- | ---- | ---- | ---- | ---- |
| 213                            | 237  | 257  | 311  | 406  | 490  | 629  |
| Гистограмма динамики населения |      |      |      |      |      |      |

### Национальный состав
1991 год:
- сербы — 477 (97,35 %);
- хорваты — 1 (0,20 %);
- югославы — 5 (1,02 %);
- мусульмане — 1 (0,20 %);
- другие — 6 (1,22 %).